# A mia sorella!
A mia sorella! (À ma sœur!) è un film del 2001 diretto da Catherine Breillat.
Incluso nel libro 1001 Movies You Must See Before You Die di Steven Jay Schneider, è stato proiettato in anteprima alla 51ª edizione del Festival internazionale del cinema di Berlino, dove si è aggiudicato il Premio Manfred Salzgeber.

## Trama
Anaïs è una dodicenne parigina che si reca in vacanza con il padre, la madre e la sorella maggiore Elena a Les Mathes, una località di villeggiatura sulla costa francese. Le due sorelle sono molto diverse tra loro: Elena, più attraente e promiscua, sta conservando la propria verginità per l'uomo che la amerà davvero; Anaïs, sovrappeso e insicura, preferirebbe concedersi a un uomo che non la ama, pur di avere il suo primo rapporto sessuale.
Elena attira l'attenzione di Fernando, studente universitario italiano; la ragazza è da subito chiara sul suo voto di verginità, ma lui intende comunque sedurla. Il rapporto tra i due ragazzi si fa via via più torbido: Fernando minaccia di trovarsi un'altra ragazza se Elena non sarà disposta ad avere con lui rapporti di sesso orale e anale come prova d'amore; pur di non perderlo, la ragazza acconsente. Anaïs comprende che Fernando sta usando il suo fascino e l'inganno per arrivare al suo scopo, ma Elena non le crede e continua a uscire col ragazzo. La madre, ignara di tutto, pretende che Elena e Fernando escano esclusivamente in compagnia di Anais: in questo modo la ragazza è costretta a vederli amoreggiare. Alla fine Fernando finge di dichiarare a Elena il suo amore donandole un prezioso anello, e la convince così ad avere un rapporto completo; Anaïs, che condivide la camera con Elena, è costretta ad assistere tra le lacrime alla copula.
Il giorno dopo la madre di Fernando si presenta a casa delle sorelle per farsi restituire un anello che manca alla sua collezione di ricordi di amori passati, che il figlio le ha detto di aver regalato a Elena. Sconvolta, Elena comprende l'inganno di Fernando, mentre la madre, furiosa, decide di tornare immediatamente a Parigi. Durante il viaggio, in cui la tensione tra le tre donne è altissima, la madre ha continui problemi a guidare in sicurezza sull'autostrada e a un certo punto la stanchezza la costringe a fermarsi in un'area di parcheggio. Nonostante il passaggio di qualche camion, le donne sono da sole e mentre dormono vengono aggredite. L'assassino uccide immediatamente Elena e quindi soffoca la madre. Anais cerca di scappare, ma viene inseguita e stuprata. L'assassino fugge e al mattino, quando la polizia trova Anais nascosta nel bosco, la ragazza nega fermamente di essere stata violentata.

## Colonna sonora
Tra le canzoni presenti nel film, oltre a The Pretty Things Are Going to Hell di David Bowie (dall'album 'hours...' del 1999), ci sono Social Climber interpretata da Laura Betti, Vene Carnevale dei Tavernanova (dall'album Matengue del 1996), Moi je m'ennuie e J'ai mis mon coeur a pourrir, entrambe composte dalla regista Catherine Breillat.

## Distribuzione
Dopo l'anteprima del 10 febbraio 2001 al Festival di Berlino, il film è stato distribuito in Francia dal successivo 7 marzo. In Italia è uscito a giugno con il divieto ai minori di 14 anni mentre negli Stati Uniti ha avuto una distribuzione limitata a partire dal 12 ottobre.
In Corea del Sud è stato il primo film contenente scene di sesso con nudità ad essere distribuito nelle sale.

### Date di uscita
- Francia (À ma sœur!) - 7 marzo 2001
- Svizzera (À Ma Soeur!) - 10 maggio 2001
- Australia (For My Sister) - 31 maggio 2001
- Italia (A mia sorella!) - 15 giugno 2001
- Finlandia (Sisarelleni) - 10 agosto 2001
- Belgio (À Ma Soeur!) - 15 agosto 2001
- USA (Fat Girl) - 12 ottobre 2001
- Turchia (Kizkardesim) - 23 novembre 2001
- Regno Unito (À Ma Soeur!) - 7 dicembre 2001
- Hong Kong - 24 febbraio 2002
- Paesi Bassi - 28 marzo 2002
- Germania (Meine Schwester) - 19 settembre 2002
- Portogallo (Para a Minha Irmã) - 10 gennaio 2003
- Canada - 21 febbraio 2003
- Giappone (Shojo) - 21 marzo 2003
- Messico (Mi hermana virgen) - 19 novembre 2003
- Brasile (Para Minha Irmã) - 20 febbraio 2004
- Corea del Sud - 20 agosto 2004

### Festival internazionali
- Festival internazionale del cinema di Berlino - 10 febbraio 2001
- Alliance Française French Film Festival - 23 marzo 2001
- Montreal World Film Festival - 27 agosto 2001
- Telluride Film Festival - agosto/settembre 2001
- Toronto International Film Festival - 8 settembre 2001
- Vancouver International Film Festival - 27 settembre 2001

- Chicago International Film Festival - ottobre 2001
- New York Film Festival - 8 ottobre 2001
- Göteborg International Film Festival - 26 gennaio 2002
- International Film Festival Rotterdam - 28 gennaio 2002
- Festival internazionale del cinema di Varsavia - 5 ottobre 2002
- NatFilm Festival - 2 aprile 2004

### Divieti
Il 20 novembre 2001, l'Ontario Film Review Board ha bandito il film rifiutando di valutarlo e impedendone di fatto la distribuzione nelle sale di Toronto e Ottawa. La commissione ha citato diverse scene contenenti nudità adolescenziale e interazione sessuale ed ha motivato la decisione affermando che il film offendeva "standard morali provinciali contemporanei". Dopo una minaccia di causa da parte del distributore nordamericano del film, la Cowboy Booking International, il divieto è stato revocato nel gennaio 2003. A ciò ha contribuito anche la sostituzione di Robert Warren con Bill Moody come presidente del consiglio d'amministrazione e l'adozione di nuove linee guida per la revisione dei film.
Nel Regno Unito, sebbene la versione uscita al cinema non fosse tagliata, la BBFC ha imposto il divieto ai minori di 18 anni dell'edizione in DVD, dalla quale sono stati eliminati 88 secondi da una delle sequenze finali.

## Accoglienza

### Critica
Il film è stato accolto positivamente dalla critica. Il sito Metacritic gli assegna un punteggio di 77 su 100 basato su 24 recensioni, mentre il sito Rotten Tomatoes riporta il 73% di recensioni professionali con giudizio positivo e un voto medio di 6,4 su 10. Il critico Peter Travers su Rolling Stone lo ha giudicato «un film assolutamente meraviglioso» e Joe Morgenstern sul Wall Street Journal «un film notevolmente asciutto e incisivo sul potere fatale della sessualità».
Lisa Schwarzbaum di Entertainment Weekly lo ha definito «impietoso e devastante», J. Hoberman di The Village Voice «affascinante quanto scomodo e intelligente quanto primordiale» e Jonathan Foreman del New York Post «audace e spregiudicato nella rappresentazione della psiche e dell'esperienza delle ragazze adolescenti», mentre David Stratton ha scritto sulla rivista Variety: «Nonostante la conclusione deludente, è difficile non essere colpiti dal film per l'approccio onesto della regista al soggetto e la pura abilità con cui racconta la sua storia».
Secondo Tullio Kezich, il film «conferma il talento di una regista che sa ciò che vuole e padroneggia i mezzi per ottenerlo», mentre Lietta Tornabuoni ha scritto su La Stampa: «I suoi film possono risultare a volte irritanti, ma certamente sono fuori del comune e mostrano una sottigliezza psicologica davvero notevole».

## Riconoscimenti
2001
- Festival internazionale del cinema di Berlino
  - Premio Manfred Salzgeber a Catherine Breillat
- Festival di Cannes
  - Premio France Culture per il cineasta francese dell'anno a Catherine Breillat
- Chicago International Film Festival
  - Gold Hugo per il miglior film
- Village Voice Film Poll
  - Nomination VVFP Award per il miglior film (10º posto)

2002
- Online Film Critics Society Awards
  - Nomination OFCS Award	per il miglior film straniero
- International Film Festival Rotterdam
  - MovieZone Award a Catherine Breillat